# Julie Charpentier
Pour les articles homonymes, voir Charpentier (homonymie).
Marguerite Julie Charpentier, née à Paris le 22 janvier 1770 où elle est morte le 23 février 1845, est une sculptrice et une taxidermiste française.

## Biographie
Le père de Julie Charpentier, François-Philippe Charpentier, est un graveur et mécanicien blésois installé à Paris. C'est auprès de lui que Julie Charpentier apprit les rudiments du dessin avant de devenir l'élève du sculpteur Augustin Pajou.
À partir de 1793, elle réalisa en plâtre ou en terre cuite les bustes de personnalités comme Théroigne de Méricourt ou les professeurs Geoffroy Saint-Hilaire et Cuvier, le préfet Corbigny, ou encore Marscele, directeur de l'Imprimerie impériale. En 1806, elle sculpta, à la demande de Corbigny, le décor en bas-relief d'une fontaine érigée à Blois près de l'église Saint-Vincent-de-Paul. Ce bas-relief en marbre de Carrare représentait une allégorie de la ville natale du père de l'artiste.
Julie Charpentier répondit à plusieurs reprises à des commandes de l'État. En 1816, le ministère de la Maison du roi lui commanda un buste en marbre du Dominiquin destiné au musée du Louvre. Achevé par Julie Charpentier en 1818, il est livré l'année suivante. Pour la galerie des Batailles du château de Versailles, elle réalisa les bustes du colonel Morland (1806) et de Pierre Lescot (1814).
Avant 1820, elle sculpta les bustes en marbre blanc de Joseph-Marie Vien et de Gérard Audran (musée des beaux-arts de Lyon). Julie Charpentier dessina également des portraits au crayon noir et des imitations de camées gravées dans des pierres à rasoir.
Elle est aussi connue pour son talent de taxidermiste, qu'elle exerça au Jardin des Plantes de Paris, où elle empailla une panthère, et réalisa des moulages d'autres animaux à temps complet à partir de 1826.
Marguerite Julie Charpentier meurt le 23 février 1845 dans le 12e arrondissement de Paris.

## Œuvres dans les collections publiques
- Blois, musée des beaux-arts : Portrait d'homme, buste en terre cuite patinée[3].
- Lyon, musée des beaux-arts : Gérard Audran, buste.
- Paris, musée du Louvre : Le Dominiquin, 1818, buste en marbre[4].
- Montpellier, musée Fabre : Buste de Joseph-Marie Vien, 1819, buste en marbre, échange avec le musée des Beaux-Arts de Lyon, 1943 (inv. 43.8.1)[5]
- Versailles :
  - château de Versailles, galerie des batailles : François-Louis de Morlan, 1806, buste en marbre.
  - musée Lambinet : Théroigne de Méricourt, buste en terre cuite.

## Salons
- 1793 : Autoportrait.
- 1801 : Buste de Geoffroy Saint-Hilaire.
- 1806 : Bas-relief représentant la ville de Blois avec ses attributs, modèle du bas-relief de la fontaine de Blois ; Buste de M. Corbigny, préfet du département de Loir-et-Cher ; Buste du colonel Morland.
- 1812 : Le Roi de Rome, buste en plâtre.
- 1819 : Buste du Dominiquin ; La Chirurgie, bas-relief destiné à la fontaine de la Bastille.
- 1822 : Clémence Isaure, buste en marbre des Pyrénées[6], commandé par le ministère de l'Intérieur pour la ville de Toulouse.
- 1824 : La Géographie, bas-relief destiné à la fontaine de la Bastille.

## Galerie

Œuvres de Julie Charpentier
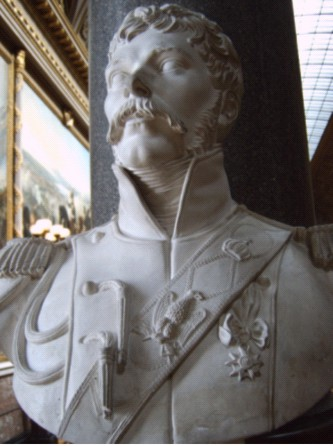
François-Louis de Morlan (1806), château de Versailles, galerie des batailles.
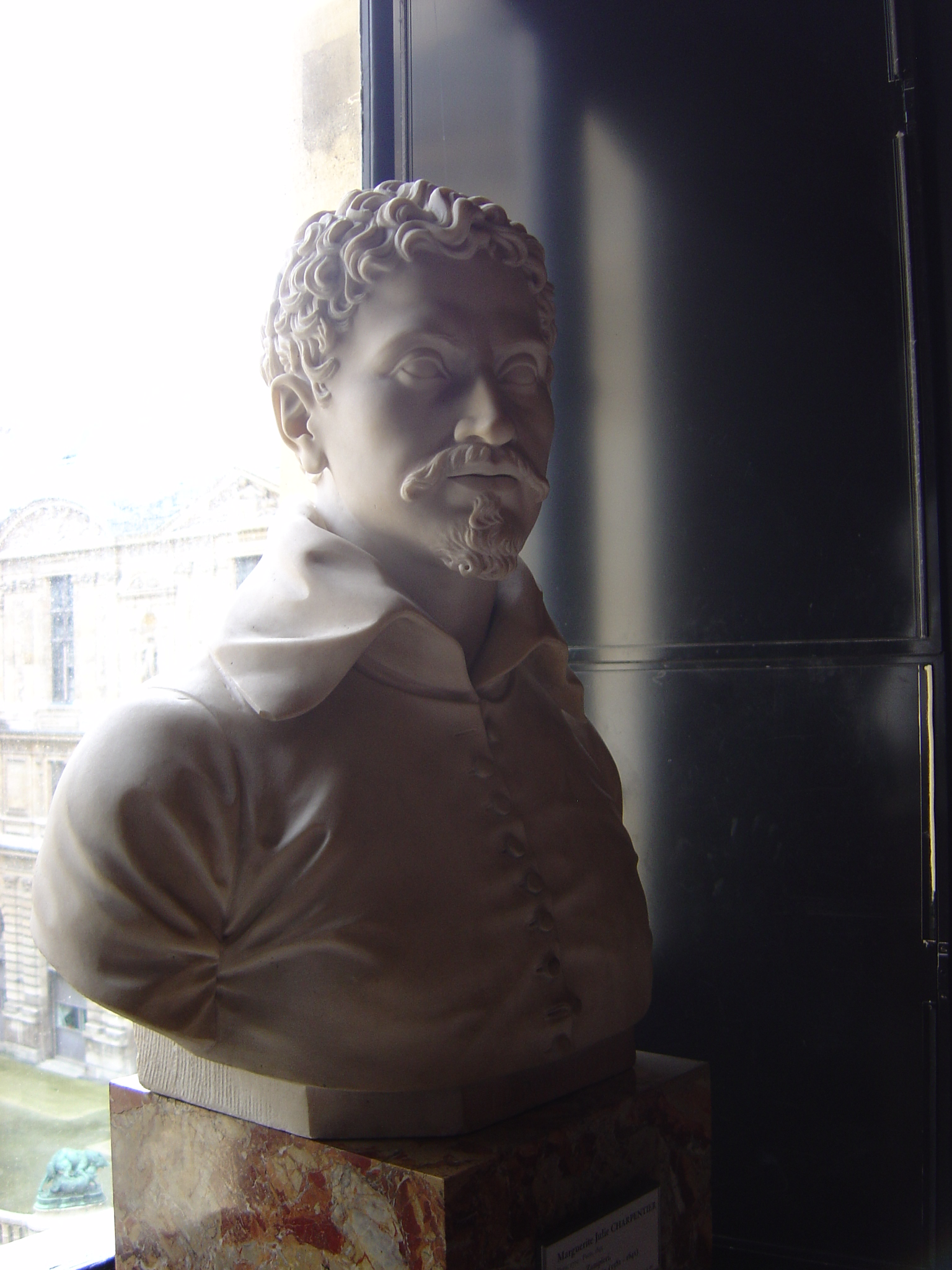
Le Dominiquin (1818), Paris, musée du Louvre.
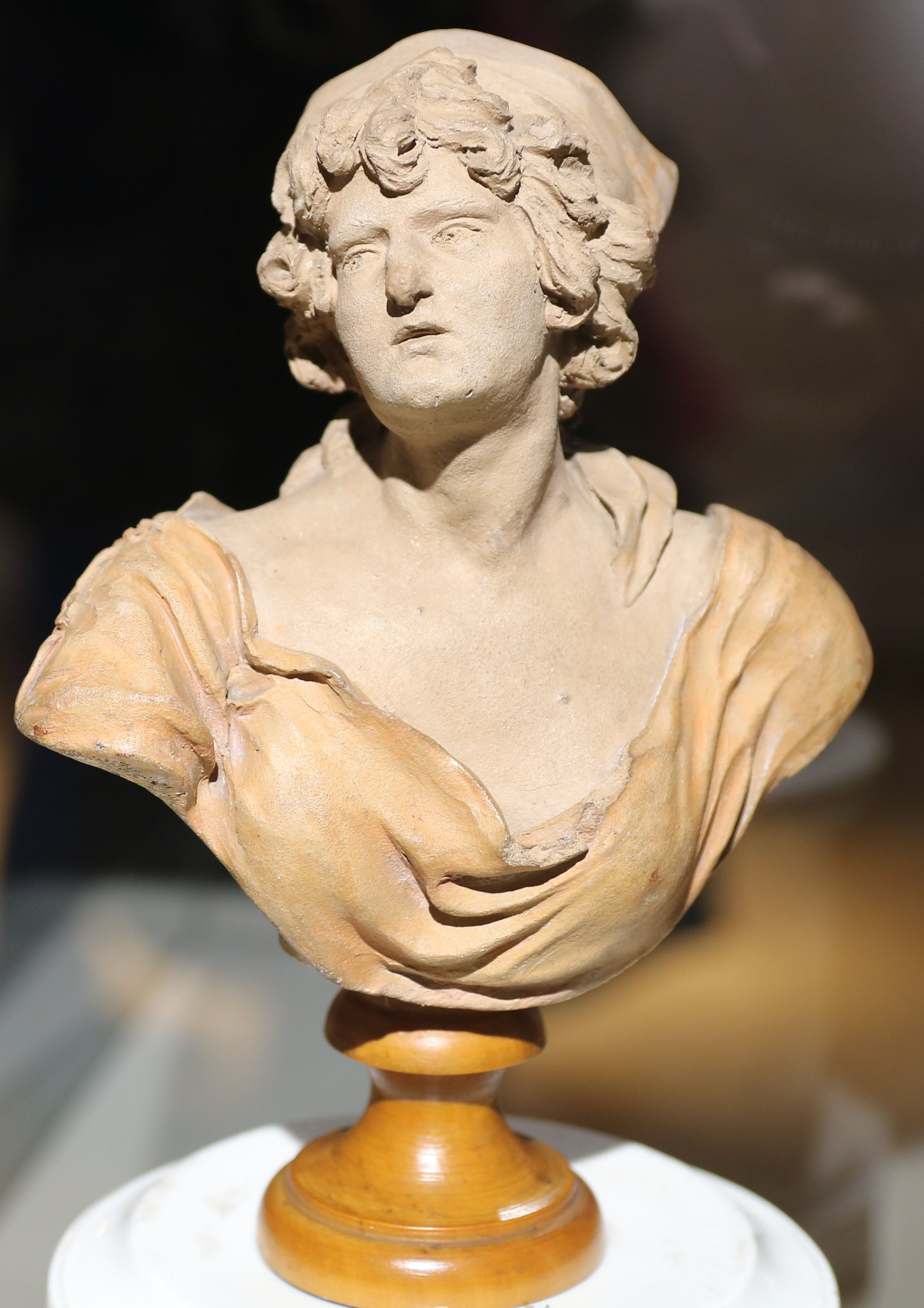
Théroigne de Méricourt, Versailles, musée Lambinet.
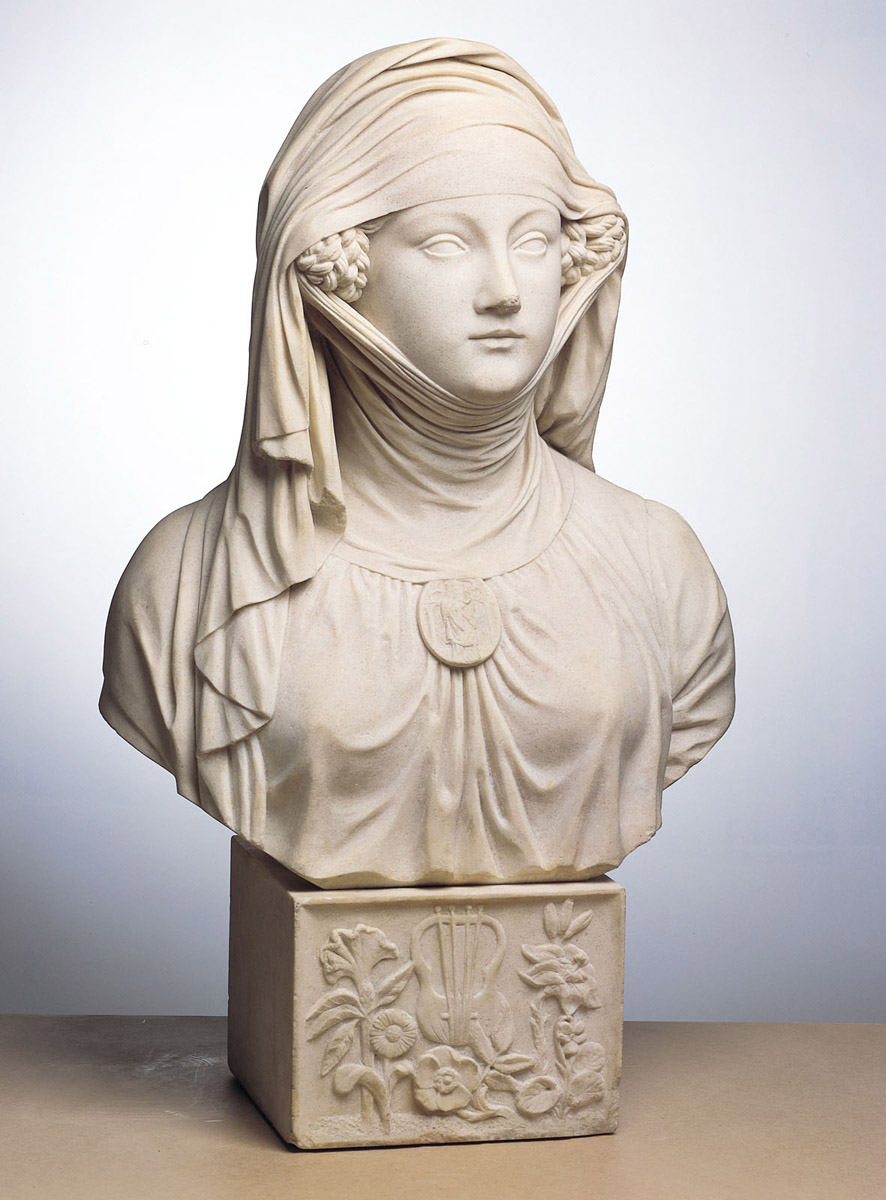
Buste de Clémence Isaure (1818), Toulouse, musée des Augustins.